# Josef Stern (Journalist)
Josef Stern, selten auch Joseph Stern, (* 11. März 1839 in Soest; † 16. Dezember 1902 in Frankfurt am Main) war ein deutscher Journalist. Er war ein engagierter Streiter für die Demokratie in Deutschland und liberaler Abgeordneter für Frankfurt im Preußischen Abgeordnetenhaus während der XV. Wahlperiode 1882–1885. Zahlreiche Male saß er für seine Überzeugungen im Gefängnis.

## Hintergrund

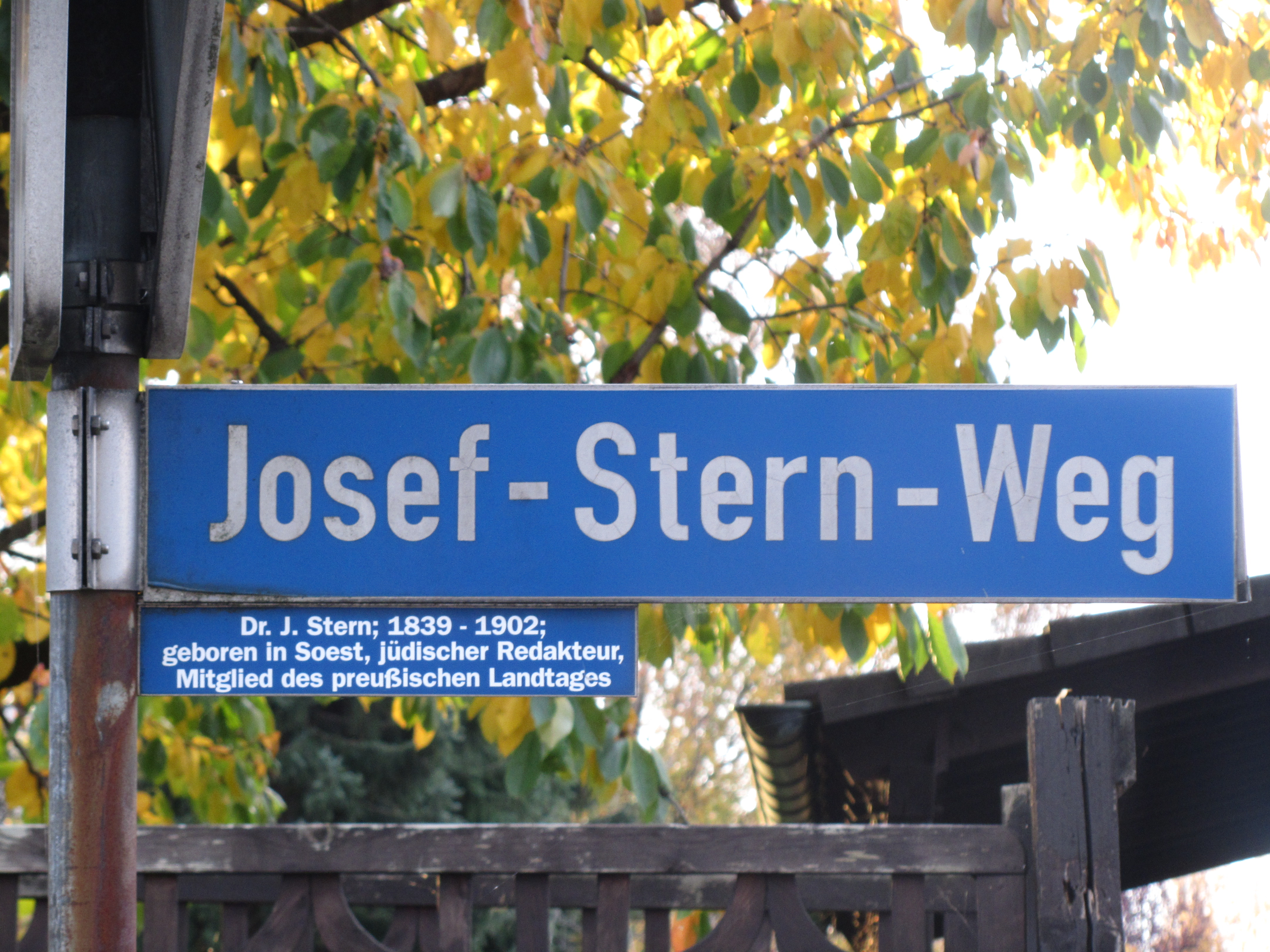
Straßenschild in Soest

Josef Stern entstammte einer seit 1700 in Soest ansässigen jüdischen Familie, war selbst jedoch zeitlebens weder Mitglied der (organisierten) jüdischen Glaubensgemeinschaft noch einer anderen Konfession bzw. Religion. Stern war das neunte Kind von Herz Stern und wuchs im Haus Stern an der Soester Thomästraße 22 auf. Nach der Schulzeit am Soester Archigymnasium (1848–1857) studierte er zunächst in Bonn und wechselte dann wegen des noch bestehenden faktischen Promotionsverbots für Juden an die katholische Hochschule in Münster, wo er die Qualifikation zum Gymnasial-Oberlehrer in klassischer Philologie und Geschichte erhielt. Während seines Studiums wurde er 1857 Mitglied der Burschenschaft Helvetia Bonn. Da Juden zur damaligen Zeit nicht als staatliche Lehrer eingestellt wurden, arbeitete Stern zunächst als Privatlehrer auf einem Gut bei Bromberg in Westpreußen. Hier verfasste er auch seine ersten journalistischen Artikel für die Rheinische Zeitung und gründete die „Neue Bromberger Zeitung“. Nach zwischenzeitlicher Tätigkeit für die 1870 eingestellte Berliner radikal-demokratische Zeitung „Die Zukunft“ unter der Herausgeberschaft Johann Jacobys und seines späteren Schwiegervaters Guido Weiß wurde Stern am 14. Dezember 1868 leitender Redakteur der Neuen Badischen Landeszeitung. Er blieb Erster Redakteur, auch nachdem Johann Peter Eichelsdörfer, ein ehemaliger Redakteur, zur Landeszeitung zurückgekehrt war. Stern arbeitete ab 1872 für die Frankfurter Zeitung, zunächst als Berlin-Korrespondent, dann ab 1873 als Redakteur. Im Rahmen der seit 1873 vom Herausgeber Leopold Sonnemann eingeführten kollegialen Verfassung ohne Chefredakteur hatte der Leitartikler Stern die Stellung eines „Primus inter Pares“. Josef Stern war praktisch Nachfolger des ehemaligen Chefredakteurs Karl Volckhausen, der wiederum die Nachfolge Sterns bei der Neuen Badischen Landeszeitung angetreten hatte. Politisch unterstützte Stern den Widerstand gegen die bismarcksche Kleindeutsche Lösung. Während seiner Mitgliedschaft im Preußischen Landtag stand er im Kulturkampf auf der katholischen Seite. 1883 beantragte Stern gegen das bestehende Dreiklassenwahlrecht die Einführung des geheimen Wahlrechts in Preußen, was jedoch keine Mehrheit fand. Aufgrund seiner Überzeugungen saß Stern fünfmal im Gefängnis, zusammen mindestens 13 Monate.
Stern verstarb durch einen Schlaganfall während des Besuchs der Frankfurter Oper. Er war in 16-jähriger Ehe mit Margarete „Gretchen“ Weiß bis zu ihrem Tode 1890 verheiratet.